# 테오도시우스 2세
테오도시우스 2세(Flavius Theodosius, 401년 ~ 450년 7월 28일)는 동로마 제국의 황제로 408년부터 450년 죽을 때까지 동로마 제국의 황제였다.

## 생애
전임황제 아르카디우스와 그 황후 아일리아 에우독시아 사이에서 맏아들로 태어났다. 408년 아버지가 죽자 불과 7살의 나이로 로마 제국 동부의 황제가 되었다. 어린 황제인 그를 보필하기 위해 당시 민정 총독인 안테미우스가 초기에 섭정을 맡았다. 안테미우스는 탁월한 행정가이자 외교가로 황제를 대신했는데 콘스탄티노폴리스의 난공불락의 육지성벽인 테오도시우스 성벽을 건설한 것도 바로 안테미우스이다. 414년 안테미우스가 죽자 섭정의 자리는 테오도시우스의 2살 차이 나는 누나인 풀케리아에게 돌아갔다. 단호하고 강인한 성격의 풀케리아는 '황후'(Augusta)가 되어 권력을 독점했다.
421년 테오도시우스는 그리스 아테네 출신으로 헬레니즘에 심취한 아일리아 에우도키아와 결혼하였고 이듬해 딸 리키니아 에우독시아를 낳았는데 이 에우독시아는 나중에 서로마 제국의 황제인 발렌티니아누스 3세와 결혼하여 황후가 된다. 이 두 사람의 결혼은 동방과 서방의 황제의 어설프나마 결합을 의미한다.
테오도시우스는 그림을 그리고 필사본을 만드는 취미가 있었고 종교보다는 철학과 라틴, 그리스 사상에 심취했다. 그는 칼리그라포스 즉, 서예가라는 별명을 얻기도 했다. 그는 사냥을 즐겼으며 오늘날의 폴로에 해당하는 페르시아의 추칸이라는 경기를 콘스탄티노폴리스에 도입한 것으로 보인다.
450년 테오도시우스는 사냥을 나갔다가 낙마사고로 죽었다.

## 테오도시우스 법전
테오도시우스는 온화한 성품에 학문을 좋아했고 헬레니즘에 심취한 유도키아와 함께 425년 콘스탄티노폴리스 대학교를 설립했고 이 대학교에서는 학자들이 모여 콘스탄티누스 1세 이후 편찬된 모든 로마법을 집대성하는 작업을 벌였다. 약 9년에 이르는 작업끝에 마침내 438년 2월 15일 《테오도시우스 법전》(Codex Theodosianus)을 공표하였는데 서방 황제와 동방황제가 공동으로 이 법전을 반포하였다.

## 네스토리우스파와의 관계
427년 콘스탄티노폴리스 대주교로 임명된 네스토리우스는 열성적으로 아리우스파를 배척했고 그리스도 예수가 니케아 신경에서처럼 단일한 위격(位格)을 가진 것이 아니라 인간의 위격과 신의 위격, 서로 다른 두개의 위격을 가지고 있다고 설교했다. 그의 설교는 급격히 대중의 호응을 얻어 세력을 확대해 갔는데 알렉산드리아 교구의 주교인 성 키릴루스의 반대를 받았다. 테오도시우스 황제는 네스토리우스의 주장에 찬동했으나 키릴루스는 풀케리아를 자기편으로 끌어들였고 431년 에페소스 공의회에서 네스토리우스는 파문당했다. 테오도시우스는 435년 네스토리우스를 아라비아의 페트라로 유배보냈다.

## 같이 보기
- 테오도시우스 성벽

| 전임 아르카디우스 (재위 395 - 408) | 로마 제국의 황제 408년 - 450년 | 후임 마르키아누스 (재위 450 - 457) |